# Ceratobuliminidae
Ceratobuliminidae es una familia de foraminíferos bentónicos de la superfamilia Ceratobuliminoidea, del suborden Robertinina y del orden Robertinida. Su rango cronoestratigráfico abarca desde el Pliensbachiense (Jurásico inferior) hasta la Actualidad.

## Clasificación
Ceratobuliminidae incluye a las siguientes subfamilias y géneros:
- Subfamilia Ceratobulimininae
  - Cancrisiella †
  - Ceratobulimina
  - Ceratobuliminoides
  - Ceratocancris †
  - Ceratolamarckina †
  - Cerobertinella †
  - Lamarckina
  - Paulina †
  - Roglicia †
  - Rubratella
  - Saintclairoides
  - Vellaena †
  - Zelamarckina †
- Subfamilia Reinholdellinae
  - Chalilovella †
  - Lamarckella †
  - Pseudolamarckina †
  - Pseudosiphoninella †
  - Reinholdella †

Otros géneros considerados en Ceratobuliminidae son:
- Eoceratobulimina de la subfamilia Certobulimininae
- Fissistomella de la subfamilia Certobulimininae, aceptado como Ceratobulimina
- Megalostomina de la subfamilia Certobulimininae, aceptado como Lamarckina
- Valanginella † de la subfamilia Reinholdellinae, aceptado como Reinholdella

Otro género de Ceratobuliminidae no asignado a ninguna subfamilia es:
- Praelamarckina, de posición taxonómica incierta